# Опленац
Опленац е хълм в близост до град Топола, в областта Шумадия, Сърбия. Тук, през 1804 избухва Първото сръбско въстание, чиито предводител е Караджордже Петрович. Въстанието полага основите на модерната сръбска държава.
На върха на хълма се намира уникалната църква „Свети Георги“.
Опленац е и родината на прочутото бяло вино Триумф, което в началото е произвеждано само за крал Александър Караджорджевич и приближените му, по рецепта на немски винари.